# Dosnon
Dosnon település Franciaországban, Aube megyében. Lakosainak száma 99 fő (2022. január 1.). Dosnon Allibaudières, Le Chêne, Grandville, Herbisse, Lhuître, Trouans, Humbauville, Saint-Ouen-Domprot és Sompuis községekkel határos.

## Népesség
A település népességének változása:
| Lakosok száma | 119  | 101  | 95   | 93   | 119  | 115  | 106  | 101  | 98   | 99   |
|               | 1968 | 1982 | 1990 | 2006 | 2013 | 2015 | 2017 | 2019 | 2020 | 2022 |